# William D'Amico
William John (Bill) D'Amico (Utica (New York), 3 oktober 1910 - Lake Placid (New York), 30 oktober 1984) was een Amerikaans bobsleeremmer. D'Amico won tijdens de eerste naoorlogse Olympische Spelen de gouden medaille in de viermansbob. In de twee daarop volgende jaren werd D'Amico wereldkampioen in de viermansbob en won tevens in 1950 de bronzen medaille in de tweemansbob.

## Resultaten
- Olympische Winterspelen 1948 in Sankt Moritz  in de viermansbob
- Wereldkampioenschappen bobsleeën 1949 in Lake Placid  in de viermansbob
- Wereldkampioenschappen bobsleeën 1950 in Cortina d'Ampezzo  in de viermansbob
- Wereldkampioenschappen bobsleeën 1950 in Cortina d'Ampezzo  in de tweemansbob

1924: Scherrer / Neveu / A.Schläppi / H.Schläppi ·
1928: Fiske / Tucker / Mason / Gray / Parke ·
1932: Fiske / Eagan / Gray / O'Brien ·
1936: Musy / Gartmann / Bouvier / Beerli ·
1948: Tyler / Martin / Rimkus / D'Amico ·
1952: Ostler / Kuhn / Nieberl / Kemser ·
1956: Kapus / Diener / Alt / Angst ·
1964: V.Emery / Kirby / Anakin / J.Emery ·
1968: Monti / De Paolis / Zandonella / Armano ·
1972: Wicki / Leutenegger / Camichel / Hubacher ·
1976: Nehmer / Babock / Germeshausen / Lehmann ·
1980: Nehmer / Musiol / Germeshausen / Gerhardt ·
1984: Hoppe / Wetzig / Schauerhammer / Kirchner ·
1988: Fasser / Meier / Fässler / Stocker ·
1992: Appelt / Schroll / Winkler / Haidacher ·
1994: Czudaj / Brannasch / Hampel / Szelig ·
1998: Langen / Zimmermann / Jakobs / Hampel ·
2002: Lange / Kühn / Kuske / Embach ·
2006: Lange / Hoppe / Kuske / Putze ·
2010: Holcomb / Mesler / Tomasevicz / Olsen ·
2014: Melbārdis / Dreiškens / Vilkaste / Strenga  ·
2018: Friedrich / Bauer / Grothkopp / Margis   ·
2022: Friedrich / Margis / Bauer / Schüller